# Atanasij Velykyj
Atanasij Velykyj al secolo Hryhorij (in ucraino Атанасій Григорій Великий?; Turynka, 5 novembre 1918 – Roma, 24 dicembre 1982) è stato uno storico e presbitero ucraino appartenente all'Ordine basiliano di San Giosafat.

## Biografia
Atanasij Velykyj, O.S.B.M., è nato il 5 novembre 1918 a Turynka presso Žovkva, in Galizia. Entrò nel noviziato dei Basiliani di San Giosafat il 31 agosto 1933. Ha studiato filosofia e teologia a Krystynopil (1938-40) e all'Università Libera Ucraina a Praga (PH D, 1944) e all'Università Gregoriana di Roma (TH D, 1948). Studiò anche la storia della Chiesa Orientale presso il Pontificio Istituto Orientale (1946-8) e la paleografia in Vaticano.
Fu ordinato l'8 dicembre 1946. Fu vice-rettore (1948-53 e 1955-60) e prorettore (1961-3) del Pontificio Collegio Ucraino di San Giosafat a Roma. Dal 1960 al 1965 Velykyj è stato presidente della Società teologica accademica ucraina e segretario della Commissione pre-conciliare e conciliare del Vaticano II per le Chiese orientali. Grazie ai suoi sforzi, la commissione ha adottato una risoluzione sulla necessità di istituire un patriarcato di Kiev. Fu superiore generale (1963-76) e poi consulente generale dell'Ordine Basiliani di San Giosafat. Fu anche consulente della Congregazione per le Chiese orientali e della Commissione per la revisione della legge canonica delle Chiesa Romana e delle Chiese Orientali. Diresse la Commissione biblica dell'Ordine Basiliano che preparò la prima traduzione ucraina della Bibbia dalle lingue originali.

## Scritti
Nel 1949 Velykyj rianimò e ampliò Analecta Ordinis S. Basilii Magni. Ha pubblicato un certo numero di importanti raccolte di documentari:
- Actae S. Congregationis de Propaganda Fide, 1622–1862 (5 vol., 1953–5),
- Documenta Pontificum Romanorum Historiam Ucrainae Illustrantia, 1075–1953 (2 vol., 1953–4),
- Litterae S. Congregationis de Propaganda Fide, 1622–1862 (7 vol., 1954–7),
- Epistolae Metropolitarum Kioviensium Catholicorum, 1613–1839 (9 vol., 1956–80),
- Litterae Nuntiorum Apostolicorum, 1550–1900 (14 vol., 1959–77),
- Documenta Unionis Berestensis eiusque Auctorum, 1590–1600 (1970),
- Litterae Episcoporum, 1600–1900 (5 vol., 1972–81),
- Litterae Basilianorum, 1601–1760 (2 vol., 1979).